# Kommunistische Partei Finnlands
Die Kommunistische Partei Finnlands (finnisch: Suomen kommunistinen puolue, SKP, schwedisch: Finlands Kommunistiska Parti, FKP) ist eine finnische Partei. Sie wurde 1986 als Kommunistische Partei Finnlands (Einheit) (finnisch Suomen kommunistinen puolue (yhtenäisyys), SKPy, schwedisch Finlands kommunistiska parti (enhet), FKPe) gegründet und nahm 1994 ihren heutigen Namen an.

## Geschichte
Die Partei entstand Mitte der 80er Jahre als Abspaltung der Kommunistischen Partei Finnlands, welche nach der Wahl von Arvo Aalto zum Parteivorsitzenden ihre Politik deutlicher als zuvor am Eurokommunismus ausrichtete und 1985 mehrere in Opposition dazu stehende Regional- und Ortsgruppen aus der Partei ausschloss.
Nachdem sich die 1918 gegründete Finnische KP 1992 aufgelöst hatte, übernahm die Partei 1994 den traditionsreichen Namen, konnte jedoch erst 1997 auch offiziell registriert werden.

## Mitgliedschaft
Die Partei hat etwa 3.000 Mitglieder in rund 100 Basisgruppen.

## Medien
Die SKP gibt die Wochenzeitung Tiedonantaja  („Mitteiler“) heraus.

## Internationale Verbindungen
Auf internationaler Ebene ist die Kommunistische Partei Finnlands seit 2004 in der Europäischen Linken organisiert und darüber hinaus Mitglied des Internationalen Treffens Kommunistischer und Arbeiterparteien.

## Wahlergebnisse
| Wahl                            | Stimmen | Prozentualer Anteil |
| ------------------------------- | ------- | ------------------- |
| Parlamentswahl in Finnland 1999 | 20.442  | 0,9 %               |
| Parlamentswahl in Finnland 2003 | 21.079  | 0,9 %               |
| Parlamentswahl in Finnland 2007 | 18.277  | 0,7 %               |
| Parlamentswahl in Finnland 2011 | 09.232  | 0,3 %               |
| Parlamentswahl in Finnland 2015 | 07.529  | 0,3 %               |
| Parlamentswahl in Finnland 2019 | 04.305  | 0,1 %               |
| Parlamentswahl in Finnland 2023 | 03.044  | 0,1 %               |

| Wahl                        | Stimmen | Prozentualer Anteil |
| --------------------------- | ------- | ------------------- |
| Europawahl in Finnland 1999 | 07.556  | 0,6 %               |
| Europawahl in Finnland 2004 | 10.134  | 0,6 %               |
| Europawahl in Finnland 2009 | 08.089  | 0,5 %               |
| Europawahl in Finnland 2014 | 05.963  | 0,4 %               |
| Europawahl in Finnland 2019 | 03.532  | 0,2 %               |
| Europawahl in Finnland 2024 | 02.815  | 0,2 %               |

| Wahl                            | Mandate | Stimmen | Prozentualer Anteil |
| ------------------------------- | ------- | ------- | ------------------- |
| Kommunalwahlen in Finnland 2000 | 14      | 10.460  | 0,5 %               |
| Kommunalwahlen in Finnland 2004 | 16      | 12.844  | 0,5 %               |
| Kommunalwahlen in Finnland 2008 | 09      | 13.986  | 0,6 %               |
| Kommunalwahlen in Finnland 2012 | 09      | 11.174  | 0,4 %               |
| Kommunalwahlen in Finnland 2017 | 02      | 07.600  | 0,3 %               |
| Kommunalwahlen in Finnland 2021 | 0       | 02.073  | 0,1 %               |

## Parteiführung
| Amtszeit    | Name                | Bezeichnung        |
| ----------- | ------------------- | ------------------ |
| 1986 – 1988 | Taisto Sinisalo     | Parteivorsitzender |
| 1988 – 1989 | Jouko Kajanoja      | Parteivorsitzender |
| 1989 – 1990 | Esko-Juhani Tennilä | Parteivorsitzender |
| 1990 – 2013 | Yrjö Hakanen        | Parteivorsitzender |
| seit 2013   | Juha-Pekka Väisänen | Parteivorsitzender |

| Amtszeit    | Name                | Bezeichnung            |
| ----------- | ------------------- | ---------------------- |
| 1986 – 1988 | Jouko Kajanoja      | Generalsekretär des ZK |
| 1988 – 1990 | Yrjö Hakanen        | Generalsekretär des ZK |
| 1990 – 2010 | Arto Viitaniemi     | Generalsekretär des ZK |
| 2010 – 2013 | Juha-Pekka Väisänen | Generalsekretär des ZK |
| seit 2013   | Heikki Ketoharju    | Generalsekretär des ZK |